# Petar Stojanović
Petar Stojanović (Ljubljana, 1995. október 7. –) szlovén válogatott labdarúgó, az olasz Salernitana játékosa kölcsönben az Empoli csapatától.

## Pályafutása

### Klubcsapatban
Stojanović az Arne Tabor, majd az ND Slovan és az NK Interblock csapataiban töltötte ifjúsági éveit, innen került a Maribor utánpótlás csapatához 2011-ben. Joc Pečečnik, az Interblock tulajdonosa azzal vádolta meg Zlatko Zahovičot, a Maribor igazgatóját, hogy ellopta tőlük a legnagyobb szlovén tehetséget. Stojanović pályafutása kezdetén kapusként játszott, később került a középpályás sor jobb oldalára, hogy idővel a legnagyobb szlovén tehetségként emlegessék. A 2011-12 - es szezon második felében mutatkozott be a felnőttek között és a szlovén élvonalban. Debütálásakor 16 éves, öt hónapos és 18 napos volt, amivel új klubrekordot állított fel, megelőzve ezzel Luka Krajncot, aki egy szezonnal korábban két hónappal és 23 nappal volt idősebb nála, amikor lehetőséget kapott a Mariborban.
2016. január 5-én öt évre szóló szerződést írt alá a Dinamo Zagreb csapatával, akik kétmillió eurót fizettek érte.

### Válogatottban
Az U17 korosztályos válogatottal részt vett a 2012-es Európa-bajnokságon, ahol egy gólt szerzett. Szlovénia felnőtt válogatottjában 2014. november 18-án debütált Kolumbia ellen. 19 éves, egy hónapos és 11 napos volt ekkor, ezzel megdöntötte Rene Mihelič hét évvel korábbi vonatkozó rekordját.

## Statisztikák

### A válogatottban
| Válogatott | Év       | Pályára lépés | Gól |
| ---------- | -------- | ------------- | --- |
| Szlovénia  | 2014     | 1             | 0   |
| Szlovénia  | 2015     | 2             | 0   |
| Szlovénia  | 2016     | 1             | 0   |
| Szlovénia  | 2018     | 1             | 0   |
| Szlovénia  | 2019     | 10            | 0   |
| Szlovénia  | 2020     | 6             | 0   |
| Szlovénia  | 2021     | 10            | 1   |
| Szlovénia  | 2022     | 9             | 1   |
| Szlovénia  | 2023     | 9             | 0   |
| Szlovénia  | 2024     | 13            | 0   |
| Szlovénia  | 2025     | 2             | 0   |
| Összesen   | Összesen | 64            | 2   |

#### Góljai a válogatottban
| # | Időpont             | Helyszín                              | Ellenfél  | Gólok | Eredmény | Kiírás                     |
| - | ------------------- | ------------------------------------- | --------- | ----- | -------- | -------------------------- |
| 1 | 2021. szeptember 1. | Stožice Stadion, Ljubljana, Szlovénia | Szlovákia | 1–1   | 1–1      | 2022-es VB-selejtező       |
| 2 | 2022. június 5.     | Rajko Mitić Stadion, Belgrád, Szerbia | Szerbia   | 1–1   | 1–4      | 2022–23-as Nemzetek Ligája |

## Sikerei, díjai
Maribor:
- Szlovén bajnokság: 2011–12, 2012–13, 2013–14, 2014–15
- Szlovén kupa: 2011–12, 2012–13
- Szlovén szuperkupa: 2012, 2014

Dinamo Zagreb:
- Horvát bajnokság: 2015–16, 2017–18, 2018–19, 2019–20, 2020–21
- Horvát kupa: 2015–16, 2017–18, 2020–21
- Horvát szuperkupa: 2019